# Соланин
Соланинът е гликоалкалоидна отрова, открита във видове от семейство Картофови, род Кучешко грозде (Solanum), като картофи (Solanum tuberosum), домати (Solanum lycopersicum) и патладжани (Solanum melongena). Може да се открие във всяка част на растението, включително листата, плодовете и грудките. Соланинът има пестицидни свойства и е една от естествените защитни сили на растението. Соланинът е изолиран за първи път през 1820 г. от плодовете на европейското черно кучешко грозде (Solanum nigrum), от което получава името си. Принадлежи към химичното семейство на сапонините.

## Разпространение
Съдържа се във всяка част на растението. Най-високо съдържание на соланин се наблюдава в неузрелите плодове на черно кучешко грозде и във всички части на червеното (сладко) кучешко грозде (Solanum dulcamara). Грудките (клубените) на годни за консумация картофи съдържат до 0,05% соланин (в покълналите, позеленели клубени нивото на соланин е много по-високо), като най-високата концентрация на соланин се наблюдава в кората и кълновете. Доматите не съдържат соланин, въпреки факта, че те също са от рода на кучешкото грозде. Доматите съдържат доматин, който е подобен на соланина, но е десет пъти по-малко токсичен от соланина.

## Токсичност
Соланинът има фунгицидни и инсектицидни свойства, като играе ролята на естествена защита на растенията. При живите същества соланинът предизвиква възбуда, а след това депресия на нервната система, разграждане на червените кръвни клетки. Соланинът може да бъде токсичен за хора и животни.
Благодарение на значителното намаляване на съдържанието на соланин в съвременните картофи, интоксикацията е рядко явление. След обелване в грудката само остава 5 – 10% от първоначалния соланин. Отравяне със соланин е възможно след изяждане на няколко килограма необелени, необработени, неузрели картофи. Ако по грудката има зелени места, то в тях съдържанието на соланин е значително по-високо, и затова при белене на картофи е по-добре такива зони да се изрежат.
Отравянето със соланин се проявява със симптоми като гадене, повръщане, болки в корема, главоболие, диария, дезориентация, разширени зеници и повишена температура; в тежки случаи се наблюдават делириум, кома и конвулсии. Токсичността обикновено се проявява, ако хората ядат картофи, съдържащи високи нива на соланин. Средната консумация на картофи в САЩ се оценява на около 167 g картофи на ден на човек. Нивата на гликоалкалоиди в различните видове картофи варират, но производителите на картофи се стремят да поддържат нивата на соланин под 0,2 mg/g. Средно в картофите се съдържа 0,075 mg/g соланин, което се равнява на около 0,18 mg/kg въз основа на средната дневна консумация на картофи. Изчисленията показват, че 2 до 5 mg/kg телесно тегло е вероятната токсична доза на гликоалкалоиди като соланин при хора, като 3 до 6 mg/kg представляват фаталната доза. Лечението на отравяне със соланин е симптоматично: стомашна промивка, активен въглен и лаксативи и, ако е необходимо, интравенозна рехидратация.
Според наличните данни количеството на соланин в пресните зелени картофени стебла преди цъфтежа се увеличава от 0,085 до 0,114%, а след това бързо намалява. По време на цъфтежа стеблата на картофите съдържат още 0,055% соланин, по-късно – 0,037%, а през периода, когато стеблата са напълно сухи – 0,01%. Най-богати на соланин са цветовете, в които се откриват до 0,73%. Плодовете, подобни на малки зелени доматчета, са много богати на соланин.